# Comuna Pesceana, Vâlcea
Pesceana este o comună în județul Vâlcea, Oltenia, România, formată din satele Cermegești, Lupoaia, Negraia, Pesceana (reședința), Roești și Ursoaia. Aicia aflanduse si Cetatea Pescedevei.

## Demografie
Componența etnică a comunei Pesceana
     Români (92,79%)
     Alte etnii (7,21%)
Componența confesională a comunei Pesceana
     Ortodocși (91,72%)
     Alte religii (0,3%)
     Necunoscută (7,97%)
Conform recensământului efectuat în 2021, populația comunei Pesceana se ridică la 1.317 locuitori, în scădere față de recensământul anterior din 2011, când fuseseră înregistrați 1.692 de locuitori. Majoritatea locuitorilor sunt români (92,79%). Din punct de vedere confesional, majoritatea locuitorilor sunt ortodocși (91,72%), iar pentru 7,97% nu se cunoaște apartenența confesională.

## Politică și administrație
Comuna Pesceana este administrată de un primar și un consiliu local compus din 9 consilieri. Primarul, Ion Vasile[*], de la Partidul Social Democrat, este în funcție din 2012. Începând cu alegerile locale din 2024, consiliul local are următoarea componență pe partide politice:
|  | Partid                    | Consilieri | Componența Consiliului | Componența Consiliului | Componența Consiliului | Componența Consiliului | Componența Consiliului |
|  | ------------------------- | ---------- | ---------------------- | ---------------------- | ---------------------- | ---------------------- | ---------------------- |
|  | Partidul Social Democrat  | 5          |                        |                        |                        |                        |                        |
|  | Partidul Național Liberal | 2          |                        |                        |                        |                        |                        |
|  | Partidul Ecologist Român  | 1          |                        |                        |                        |                        |                        |
|  | Partidul Acum             | 1          |                        |                        |                        |                        |                        |